# Oscar Pettiford
Oscar Pettiford (Okmulgee, 30 de setembro de 1922 - Copenhagen, 8 de setembro de 1960) foi um baixista e pioneiro violoncelista de jazz estadunidense.

## Biografia
Pettiford era filho de uma mãe indígena da tribo Choctaw, e seu pai era fruto da miscigenação de Cherokee e Afro-americano; tal como ocorria a muitos descendentes de nativos ele não revelava essa ancestralidade senão a poucos amigos.
Em 1942 ele se integrou a banda de Charlie Barnet e em 1943 ficou mais conhecido do público após gravar com Coleman Hawkins na sua versão da canção "The Man I Love"; também gravou, nesta época, com Earl Hines e Ben Webster e ao lado de Dizzy Gillespie liderou um grupo de bebop.
Em 1945, junto a Hawkins, foi para a Califórnia onde apareceu no filme de mistério conhecido por sua trilha de jazz, The Crimson Canary; deste ano até 1948 trabalhou com Duke Ellington e no ano seguinte com Woody Herman, começando em 1950 a ser ele próprio o líder de seu conjunto.
No ano de 1949 ele quebrara o braço; após se recuperar descobriu que não tinha mais condições de conduzir o baixo como fazia, experimentando por sugestão de um amigo o violoncelo, instrumento no qual terminou por ser pioneiro como solista, no jazz.
Nos anos 1950 gravou pelos selos Debut, Bethlehem e ABC Paramount; morreu durante uma turnê europeia, tendo por causa uma virose de poliomielite.